# Дзиккэн Кобо
Дзиккэн Кобо (яп. 実験工房, «Экспериментальная мастерская») — группа художников-авангардистов, основанная в Токио в 1951 году. До расформирования в 1957 году в общей сложности за все годы существования в ней было 14 участников. Они, как правило, были выходцами из разных творческих сфер. В группу входили не только художники и музыканты, но также печатники, дизайнеры освещения и инженеры. Современный искусствовед Сюдзо Такигути был главным наставником и промоутером группы.
Группа Дзиккэн Кобо самостоятельно проводила персональные выставки участников. Их стиль характеризуется значительным интересом к западному авангардному искусству и новым технологиям. Больше всего группа известна совместными «презентациями» (яп. 発表会, «хаппёкай»): театральными или музыкальными представлениями, где каждый участник приносил свои индивидуальные работы для создания мультимедийной композиции.

## Истоки
Группу Дзиккэн Кобо основали молодые художники: живописцы Хидэко Фукусима, Кацухиро Ямагути и Сёдзо Китадай; композиторы Туру Такэмицу, Хироёси Судзуки и Кадзуо Фукусима; поэт Кунихару Акияма и инженер Хидэо Ямазаки. Фукусима, Ямагути и Китадай посещали «Летние лекции по современному искусству» в 1948 году и были подопечными искусствоведа Сюдзо Такигути. До официального образования группы многие участники подружились друг с другом и собирались на неформальных встречах, чтобы послушать музыку и обсудить искусство. Китадай позже говорил: «из этого (этих встреч) спонтанно выросло желание: мы хотели повода для совместной работы!». С подачи Такигути группа получила название «Дзиккэн Кобо» («Экспериментальная мастерская»).

### Манифест
Официально группа Дзиккэн Кобо манифест не публиковала, но перед первым совместным проектом в 1951 году — балетной постановкой под названием «Радость жизни», вдохновленной Пикассо, участники подписали предварительное групповое соглашение. Они отметили, что цель их работы состоит в том, чтобы «объединить различные формы искусства, достигнув органичной комбинации, которая не может быть реализована в рамках серии галерейных выставок, и создать новый стиль искусства, имеющий социальную значимость, тесно связанный с повседневной жизнью». В соглашении пояснялось, что группа будет создавать картины, предметы, балет, музыку, отдельные и коллективные произведения. Вместо того, чтобы представлять работы по отдельности, их выставки стали пространством, в котором все "произведения органически взаимосвязаны, а не представлены как «отдельные сущности».

## Методы

### Коллаборации
Дзиккэн Кобо часто характеризуют как сравнительно разрозненный коллектив, в котором связь участников держалась в основном на стремлении к экспериментам. В частности, Китадаи утверждал, что даже если их групповые эксперименты потерпят неудачу, они не будут разочарованы, поскольку им все же «удалось посотрудничать». Другой участник группы группы Ямагути оценивал сотрудничество в Дзиккэн Кобо как активное напряжение между отдельными работами и групповыми проектами: «Энергия [Дзиккэн Кобо] всегда излучалась как в центростремительном, так и в центробежном направлениях. Под центростремительным я подразумеваю движение внутрь, возвращение от внешней контролируемой командной работы группы к индивидуальной работе. Под центробежным я подразумеваю попытку объединить работу в различных областях искусства, музыки и логически обоснованными литературными идеями».

### Новые медиаи технологии

Фотография балета «Будущая Ева», 1955

Художники круга Дзиккэн Кобо черпали вдохновение из широкого спектра западных авангардных практик, включая кубизм, конструктивизм, сюрреализм и стиль школы Баухаус. Их наставник Такигути был ключевой фигурой в довоенном японском сюрреализме и играл роль связующего звена с довоенным авангардом. Вдохновленные примером Ласло Мохой-Надя, участники Дзиккэн Кобо были заинтересованы во внедрении новых медиа и технологий в свои экспериментальные работы. По этой причине Дзиккэн Кобо также сравнивали с Независимой группой в послевоенной Англии — обе группы ссылались на научную фантастику и технологии, характерные для быстро модернизирующейся послевоенной эпохи. Дзиккэн Кобо также имеет сходство с Experiments in Art and Technology (E.A.T.) — американской организацией, которая оказывала техническую помощь художникам-авангардистам, работающих с новыми технологиями. И Дзиккэн Кобо, и E.A.T. стремились к коллективизму и междисциплинарности.
Художники из круга Дзиккэн Кобо совместно работали над серией фотографий коллажей со смешанными медиумами для публикации в Asahi Picture News в 1953 году. Они также сотрудничали с режиссёром Тосио Мацумото во время работы над его первым фильмом Ginrin («Гинрин», Серебряные колеса) в 1955. Китадай и Ямагути помогали с режиссурой, а Сузуки и Такэмицу продюсировали музыку. Этот фильм часто считают первым цветным фильмом со спецэффектами в Японии.

### Японское традиционное искусство
Члены группы Дзиккэн Кобо также работали с элементами традиционной японской культуры, в том числе театром Но и Дзэном. Это увлечение было спровоцировано перепиской Акиямы с американским композитором Джоном Кейджем, который сам был вдохновлен Дзэном и японской музыкой.
Для групповых работ Дзиккэн Кобо характерно сочетание авангардности и традиций. Постановка Но «Лунный Пьеро», созданная группой в сотрудничестве с Такэти Тэцудзи, является иллюстрацией такого подхода. Она была поставлена на представлении Кругового театра «Вечер оригинальных пьес» в 1955 году.

## Влияние и оценка
Пятая презентация Дзиккэн Кобо (1953) — ранний послевоенный проект группы, один из первых художественных экспериментов с новыми технологиями. Работы в презентации были представлены либо с помощью автоматического слайд-проектора, либо — магнитофона. Обе технологии были накануне разработаны Tokyo Tsūshin Kigyo (предшественник Sony). Эти работы в конечном итоге были направлены на создание уникального опыта для аудитории. Пятая презентация также считается «промежуточным» этапом, подготовившим почву для более поздних экспериментов с технологиями и новыми медиа в Японии.
Группа распалась в конце 1957 года, но многие из её участников продолжали работать независимо и влиять на развитие японского авангардного искусства в 1960-х годах. Член группы Дзёдзи Юаса признал, что Дзиккэн Кобо стал своеобразным катализатором для новых экспериментов и коллабораций, утверждая, что это было «магнитное поле юности, свежего духа и индивидуальности», «ценный источник поддержки и стимулирующего взаимодействия».
В 2013 году Дейл Эйзингер из компании Complex Networks поставил «Радость жизни» (1951) на 21-е место среди лучших перформансов в истории.
Дзиккэн Кобо часто сравнивают с коллективом Гутай. Обе группы выступают как примеры авангардных арт-групп, фокусировавшихся на междисциплинарных проектах, выставках и перформансах в ранний послевоенный период. Однако, в отличие от Гутая, Дзиккэн Кобо не так хорошо известен за пределами Японии.

## Ключевые работы
Участники Дзиккэн Кобо работали как вместе, так и независимо. Их совместные проекты часто проходили в форме выступлений или концертов. Перечисленные ниже работы — это спектакли, концерты, выставки и другие проекты.
- 1951 — Фестиваль Пикассо: балет «Joie de Vivre» (Первая презентация Дзиккэн Кобо), Зрительный зал Хибия, Токио
- 1952 — Вторая презентация Дзиккэн Кобо «Концерт современной музыки», Зрительный зал женской академии, Токио.
- 1952 — Третья презентация Дзиккэн Кобо «Выставка пластических искусств», Галерея Такэмия, Токио.
- 1952 — «Работа А» и «Работа Б» (фанерные рельефы).
- 1952 — Четвёртая презентация Дзиккэн Кобо в честь визита Такахиро Соноды в Европу «Концерт современных произведений», Зрительный зал женской академии, Токио.
- 1953 — Asahi Picture News — серия заглавий (смешанные фотографии строительства)
- 1953 — Пятая презентация Дзиккэн Кобо, Дайити Зал Сэймэй, Токио
- 1954 — Дзиккэн Кобо «Концерт Арнольда Шенберга», Зал Ямаха, Токио.
- 1955 — Экспериментальный балет, Театр Хайюдза, Токио
- 1955 — Вечер оригинальных пьес Кругового театра, Международный конференц-зал Санкэй, Токио
- 1955 — Смотря на дно оврага из Страны Богов, Музыкальный зал Нитигэки, Токио
- 1956 — Музыкальный концерт / Прослушивание электронной музыки, Зал Ямаха, Токио
- 1956 — Летняя выставка участников Дзиккэн Кобо — Наслаждение Новым Видением и Космосом, Фугэцу-до, Токио
- 1957 — Летняя выставка участников Дзиккэн Кобо, Зал Фугэцу, Токио

## Участники[26]

Групповая фотография участников Дзиккэн Кобо, 1954

Участники группы Дзиккэн Кобо за все время её существования:
- Сёдзо Китадай (художник, фотограф)
- Хидэко Фукусима (художник)
- Кацухиро Ямагути (художник)
- Тэцуро Комай (гравер)
- Кадзуо Фукусима (композитор)
- Кэйдзиро Сато (композитор)
- Хироёси Сузуки (композитор)
- Туру Такэмицу (композитор)
- Дзёдзи Юаса (композитор)
- Кунихару Акияма (поэт и критик)
- Киёдзи Оцудзи (фотограф)
- Наодзи Имаи (художник по свету)
- Такахиро Сонода (пианист)
- Хидэо Ямазаки (инженер)